# Crying Stars - Stand proud!
Crying Stars - Stand proud! è il primo album solista del chitarrista giapponese Syu.

## Tracce
1. Street Lethal (Racer X cover)
2. The Damnation Game (Symphony X cover)
3. Silverwing (Arch Enemy cover)
4. Never Die (Yngwie Malmsteen cover)
5. We'll Burn The Sky (Scorpions cover)
6. Alone (Heart cover)
7. Against The Wind (Stratovarius cover)
8. Thoughts Of A Dying Atheist (Muse cover)
9. Red Sky (MSG cover)
10. I Remember You (Skidrow cover)
11. The Spirit Carries On (Dream Theater cover)
12. Only For The Weak (In Flames cover)